# Prima Categoria (campionato prime squadre)
La Prima Categoria fu la classificazione data ai giocatori del massimo campionato italiano di calcio dal 1904 fino al 1922, anno della grande riforma del calcio nazionale nota come Compromesso Colombo.
Fino al 1912 rappresentò la divisione unica del campionato per quanto riguarda le società, esistendo poi una Seconda e una Terza Categoria per i giocatori di riserva; successivamente e in conseguenza all’aumento delle squadre tesserate venne invece creato il campionato di Promozione come torneo inferiore dedicato ai club che non avevano ancora guadagnato un titolo sportivo abilitante alla massima serie.
La manifestazione evolse negli anni partendo da una formula ad eliminazione diretta per poi introdurre un mutevole meccanismo basato su gironi regionali ed interregionali.

## Storia

### I primi anni
Il Genoa si aggiudicò il torneo nel 1904, ancora incentrato sui regolamenti dei campionati passati nonché al relativo trofeo, la Coppa Fawcus. Dal 1905 al torneo venne abbinata la nuova Coppa Spensley, donata dall'omonimo socio genoano. Il regolamento della trofeo, come per le precedenti Coppa Fawcus e Coppa Duca degli Abruzzi, prevedeva che esso sarebbe stato assegnato in via permanente alla società che se lo fosse aggiudicato per tre annate consecutive o per cinque complessive.

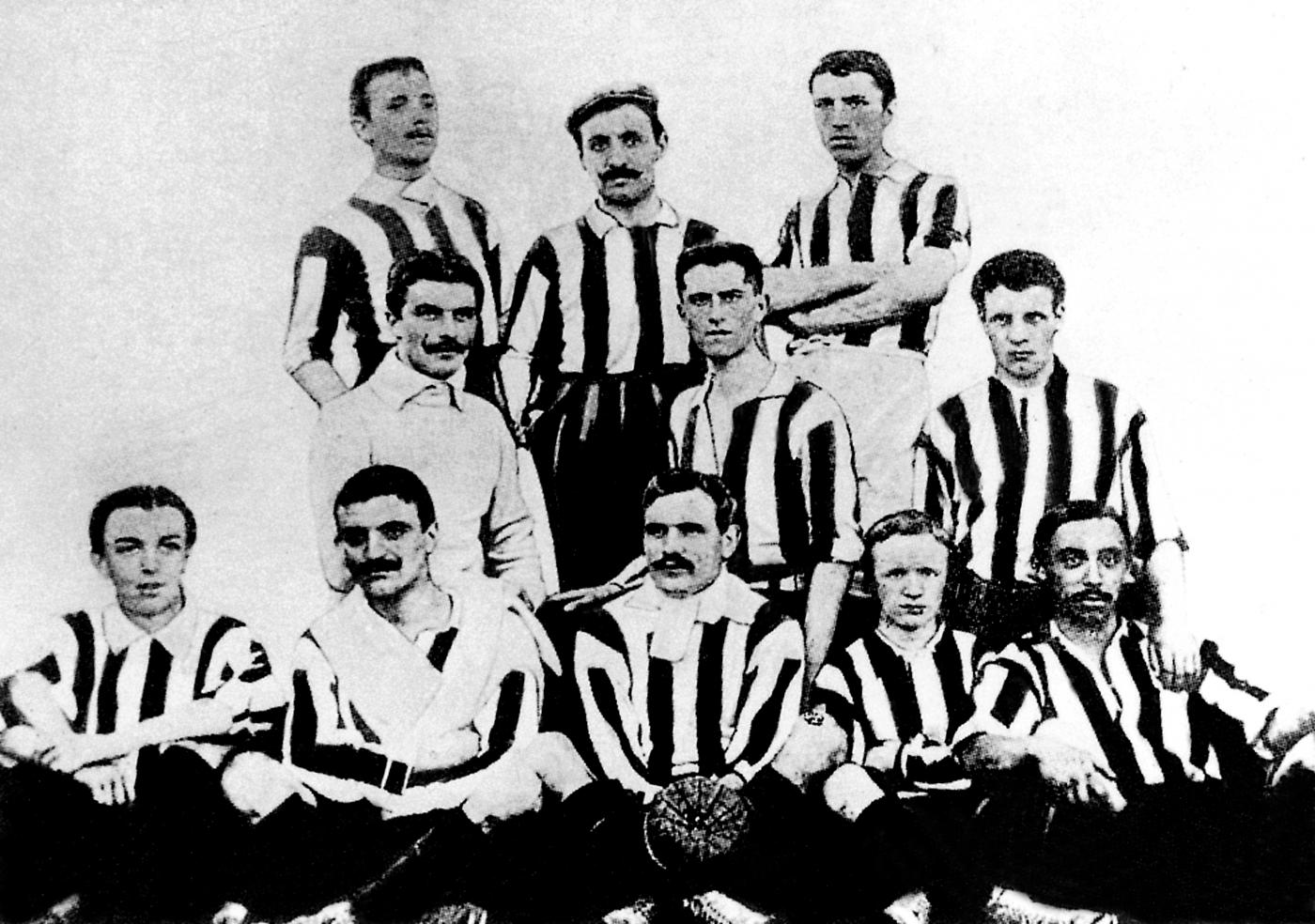
I primi bianconeri Campioni d'Italia nel 1905

Lo svilupparsi del movimento calcistico convinse la FIF (dal 1909 FIGC), appena iscrittasi alla FIFA, ad una riforma del campionato a partire dal 1905, sostituendo alle gare secche una serie di gironi eliminatori regionali, propedeutici al girone finale nazionale, ed introducendo le partite di andata e ritorno. La Juventus, squadra che aveva raggiunto le due precedenti finali, riuscì a cogliere la sua prima vittoria dopo un inaspettato scivolone casalingo del Grifone contro la Milanese all'ultima giornata.
Mentre le pionieristiche società avversarie pian piano chiudevano i battenti, rossoblù, rossoneri e bianconeri erano gli autentici pilastri di questo primordiale football italiano. Col passare degli anni, tuttavia, la primigenia matrice inglese cominciò ad attenuarsi, mentre larghissimo piede acquistò la nuova componente formata da giocatori svizzeri tedeschi: fu grazie ad essi che il Milan tornò alla vittoria nel 1906, dopo la rinuncia della Juventus a disputare la ripetizione della gara di spareggio per la assegnazione del titolo, e nel 1907.
Intanto, già nel 1906 soci dissidenti della Juventus si erano riuniti a sportivi orfani delle altre defunte squadre del capoluogo piemontese, fondando il Torino.

### La crisi del 1908 e l'italianizzazione del torneo

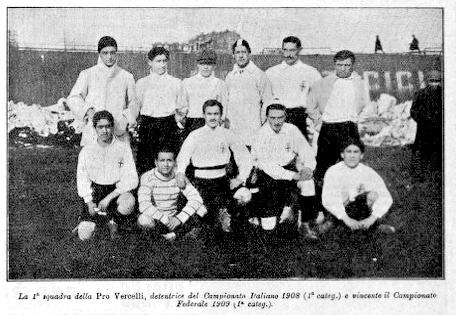
La Pro Vercelli campione d'Italia 1909

Verso la fine del decennio, il calcio italiano andò incontro ad importanti cambiamenti, dovuti alla decisione della FIF di italianizzare a forza il campionato, escludendovi i giocatori stranieri che pure avevano fondato il gioco in Italia. La scelta della Federazione colpì duramente i Football Club e diede largo spazio alle Società Ginniche che, più deboli in quanto non dirette dai maestri albionici, erano però usualmente formate completamente da atleti italici e fino ad allora si erano interessate maggiormente al parallelo campionato organizzato dalla Federazione della Ginnastica. All'assemblea del 20 ottobre 1907, infatti, il presidente della Doria, Oberti, presentò un ordine del giorno con cui proponeva di dividere la Prima e la Seconda Categoria (ma non la Terza) in due competizioni parallele: una italiana (che assegnava il tradizionale titolo di "Campione d'Italia" e la nuova Coppa Romolo Buni) per i soli giocatori del Belpaese, e una federale (assegnataria del neonato titolo di "Campione Federale d'Italia" e della prestigiosa Coppa Spensley) che fosse aperto sia ai calciatori nostrani che a quelli stranieri.
I Football Club contestarono duramente la separazione de iure fra i due campionati, in quanto sottraeva agli atleti stranieri il diritto di competere per il titolo di "Campione d'Italia" e li relegava a disputarsi il minor riconoscimento di "Campione Federale". Malgrado la FIF avesse pubblicamente definito il torneo federale "maggior gara" rispetto a quello italiano, tale deminutio capitis apparve evidente quando il Milan, maggior candidato alla conquista definitiva della Coppa Spensley, annunciò il 1º gennaio 1908 la propria decisione di rinunciare a disputare entrambe le competizioni «in segno di protesta contro l'illegale ed arbitrario procedere della Federazione»: secondo La Stampa, infatti, «il Milan Club aveva inviato la propria iscrizione al Campionato Federale, subordinandola ai diritti acquisiti con vincere per due anni consecutivamente la Coppa Spensley, con il titolo di Coppa del Campionato Italiano. La Federazione non poteva aderire al desiderio del Milan Club, sconfessando le deliberazioni di una vasta maggioranza, che volle per l'avvenire destinata al Campionato Federale tale Coppa, mutando così titolo e significato alla medesima; e in questo senso il Comitato direttivo della FIF rispose al Milan Club, aggiungendo che in caso di nuova vittoria si sarebbe cercato di salvaguardare i diritti preesistenti.»
Questa considerazione, e in più il timore che l'accettazione della politica nazionalistica della Federazione sarebbe stata il primo passo verso la completa epurazione degli stranieri, portò la maggioranza dei Club a ritirarsi per protesta dal torneo federale, vinto poi dalla Juventus. A vincere il torneo italiano, snobbato anch'esso dai Club, fu la debuttante Pro Vercelli: i nuovi arrivati neutralizzarono i liguri dell'Andrea Doria e i lombardi dell'US Milanese conquistando il loro primo titolo. Il nuovo calcio italiano usciva così dalle metropoli: cominciava il periodo d'oro delle provinciali. I cambiamenti non finirono però qui, poiché a Milano, il 9 marzo 1908, il Milan subì un'analoga secessione che diede origine all'Inter.

La rosa del primo scudetto nerazzurro nel 1910

A settembre si tenne nel capoluogo lombardo una riunione delle società, nella quale i club ribelli, onde mediare con la Federazione, proposero di chiamare i due tornei Campionato Italiano Nazionale e Campionato Italiano Federale e di istituire una finale tra i due vincitori per il titolo assoluto, con lo scopo di eliminare la differenziazione giuridica fra i due tornei. All'assemblea dell'8 novembre 1908, si decise di assegnare definitivamente la Coppa Spensley al due volte detentore Milan a titolo risarcitorio (fatto che contribuì a invalidare il campionato federale del 1908 e a far riconoscere come unico campionato regolare quello italiano), tuttavia fu mantenuta anche per la stagione successiva la formula dei due campionati federale e italiano, rifiutando la concessione ai dissidenti del cambiamento di denominazione del campionato federale. La reazione dei Football Clubs al nuovo affronto subito fu stavolta più tattica: agendo esattamente all'opposto rispetto all'anno prima, parteciparono al gran completo al campionato federale in modo da renderlo il solo campionato di rilievo, continuarono il boicottaggio del campionato italiano e rinviarono all'anno seguente la ricomposizione del braccio di ferro con la Federazione. La Pro Vercelli vinse così la Coppa Zaccaria Oberti abbinata alla vittoria del Campionato Federale, il quale venne poi riconosciuto negli albi d'oro come vero titolo di "Campione d'Italia", mentre il Campionato Italiano vinto dalla Juventus fu a posteriori disconosciuto.
Nel frattempo la Federazione, ora ridenominata FIGC, fece una parziale marcia indietro riaprendo a quote di stranieri, ma soprattutto decise una drastica riforma del campionato. Sul modello della First Division inglese, nella stagione 1909-10 il meccanismo del torneo venne semplificato iscrivendo tutte le nove partecipanti ad un girone unico: esso avrebbe determinato una classifica di cui la squadra che ne avesse guadagnato la testa a fine stagione avrebbe vinto il titolo federale, ovvero di "Campione d'Italia", mentre alla squadra "pura italiana" che avrebbe totalizzato più punti negli scontri diretti sarebbe stato assegnato il titolo italiano, di secondaria importanza e di lì a poco nuovamente disconosciuto. Alla fine della stagione, essendo l'Inter e la Pro Vercelli campione italiana appaiate in classifica, si dovette ricorrere ad uno spareggio per il titolo federale: il successo tricolore arrise ai nerazzurri dopo una grandissima polemica dei vercellesi contro la FIGC riguardo alla scelta della data della disputa della gara, schierando la quarta squadra comprendente giocatori dagli 11 ai 15 anni, che persero 10-3. Per il forte comportamento antisportivo, la Pro Vercelli subì una squalifica. Dopo il 1910 la separazione fra i due titoli cessò ufficialmente di esistere, e venne ripristinato lo status quo precedente al 1907.

### L'allargamento del torneo
| Stagione | Vincitore                      | 2º posto                       | Risultato finalissima          |
| -------- | ------------------------------ | ------------------------------ | ------------------------------ |
| 1912-13  | Lazio                          | Naples                         | 0 - 6 (vs. Pro Vercelli)       |
| 1913-14  | Lazio                          | Internazionale Napoli          | 1 - 9 (vs. Casale)             |
| 1914-15  | Interrotto per cause belliche. | Interrotto per cause belliche. | Interrotto per cause belliche. |
| 1919-20  | Livorno                        | Fortitudo Pro Roma             | 2 - 3 (vs. Inter)              |
| 1920-21  | Pisa                           | Livorno                        | 1 - 2 (vs. Pro Vercelli)       |

La Federazione era a questo punto intenzionata ad allargare gli angusti confini del torneo, onde dargli davvero una valenza nazionale, ma il problema era la nettissima differenza di valore fra le squadre provenienti dalle diverse parti del Paese. Nel 1910, comunque, la FIGC decise di innalzare il campionato veneto, che già si disputava da alcune stagioni, facendolo diventare parte del torneo nazionale a seguito dell'istituzione del "Comitato Regionale Veneto-Emiliano", a cui partecipò anche il Bologna, unica squadra transpadana cui fu riconosciuto il livello di Prima Categoria. Nel 1911 furono inserite in Prima Categoria il Vicenza e nel 1912 il Venezia a sfidare i campioni occidentali, ma in entrambi i casi dato il troppo elevato valore tecnico la Pro Vercelli, nella gara conclusiva, inflisse loro sonore lezioni con cinque gol al passivo per i biancorossi e addirittura tredici per i neroverdi lagunari.
Per garantire la definitiva patente di nazionalità al titolo, la FIGC aveva però bisogno che il campionato coinvolgesse anche tutto il Centro e il Sud, e non solo la Pianura Padana. A quei tempi le formazioni meridionali disputavano vari tornei regionali inquadrati nella Terza Categoria. Data la disparità del numero delle società affiliate, per raggiungere l'obiettivo prefissatosi la Federazione non poteva non attuare una sfasatura tra l'organizzazione calcistica delle due parti del Paese, elevando d'ufficio i tornei del Sud alla Prima Categoria per le squadre in possesso di un campo cintato di dimensioni 90 m × 50 m, pur non essendo tali raggruppamenti minimamente paragonabili al livello tecnico raggiunto da quelli del Nord ed apparendo dunque tale ricatalogazione puramente fittizia. Dato che contemporaneamente al Nord erano stati ristabiliti i gironi eliminatori regionali propedeutici al girone finale, gli incontri conclusivi fra i campioni del Nord e quelli del Sud presero il nome di girone finalissimo o, semplicemente, di finalissima. Questo piano di riforma rese necessaria l'introduzione di promozioni e retrocessioni con la nuova Promozione, il cosiddetto progetto Valvassori-Faroppa, che venne approvato all'assemblea federale del 31 agosto 1912. Il nuovo campionato, che per la prima volta introduceva il concetto di titolo sportivo, prevedeva:
- la disputa di tre gironi regionali: Piemonte, Lombardia-Liguria e Veneto-Emilia nell'Italia settentrionale di massimo sei squadre ciascuno; le migliori di ogni girone si sarebbero qualificate alle finali Nord Italia mentre l'ultima di ogni girone sarebbe retrocessa;
- l'istituzione di un torneo dell'Italia meridionale, anch'esso suddiviso in una prima fase a livello regionale e in una fase finale subnazionale tra i campioni regionali; la vincente del torneo centro-meridionale avrebbe affrontato per il titolo in finalissima i campioni del Nord.

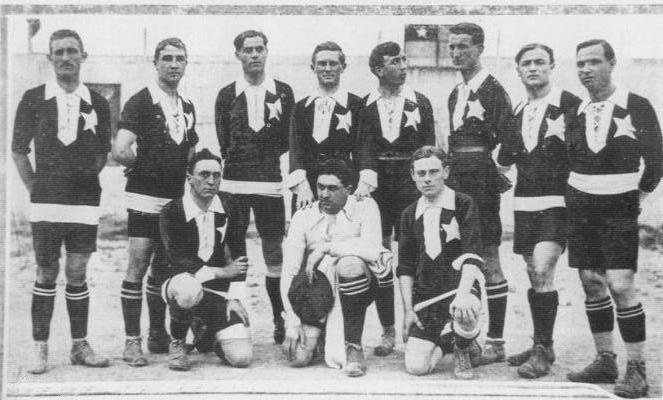
Il Casale dello storico scudetto 1914

Questo complicato meccanismo rese però sempre più lungo ed affollato il campionato perché, grazie al neo costituito campionato di Promozione che metteva in palio la promozione al massimo torneo, le retrocessioni stabilite sul campo venivano sistematicamente revocate all'inizio della stagione successiva grazie al progressivo e continuo allargamento del numero delle squadre ammesse alla massima categoria.
Nella stagione sportiva 1913-1914 venne la volta del piccolo ma grande rivelazione del torneo Casale, sorprendente formazione del Monferrato mentre il successivo torneo fu bloccato ad un passo dalla conclusione a causa dell'intervento italiano nella prima guerra mondiale. Per quest'ultima stagione il titolo del Genoa fu riconosciuto solo dopo la fine del conflitto.

### La crisi del 1921 e la Prima Divisione
Con la ripresa postbellica del 1919 cominciarono intensi dibattiti in vista di una riduzione e razionalizzazione del campionato, discussioni che sfociarono però in un nulla di fatto a causa dell'ostruzionismo delle provinciali che temevano per il proprio futuro all'interno di un eventuale torneo più elitario. L'Inter nel 1920 e la Pro Vercelli nel 1921 si laurearono così campioni dopo una lunghissima serie di gironi e partite, molte delle quali inutili e scontate. Nella stagione 1920-21 si arrivò addirittura a ben 88 squadre di cui 64 iscritte al torneo del Nord, quello di gran lunga più importante, tant'è che la finalissima si dovette disputare addirittura il 24 luglio.

Vittorio Pozzo, ideatore del campionato di Prima Divisione.

Vittorio Pozzo, sostenuto dalle grandi società, presentò quindi un piano di riforma che prevedeva l'eliminazione delle eliminatorie regionali, sostituite con grandi gironi estesi all'intero Nord Italia; ciò postulava ovviamente una decisa decurtazione delle partecipanti al campionato riducendo le partecipanti a sole 24 divise in due gruppi, un livello leggermente superiore a quello delle 16 ammesse alle semifinali della stagione in via di conclusione, calcolato in modo da mantenere sostanzialmente invariato il numero di gare disputate dai futuri campioni d'Italia rispetto al recente passato. Il progetto Pozzo prevedeva così:
1. una Prima Divisione, o Divisione A a 24 squadre, così suddivise: 7 del Piemonte, 5 della Lombardia, 3 della Liguria, 4 dell'Emilia, 3 del Veneto e 2 della Toscana.
2. una Seconda Divisione, o Divisione B a 48 squadre, a cui avrebbero partecipato le partecipanti al Campionato di Prima Categoria 1920-21 ma non ammesse alla nuova Prima Divisione, più le vincenti delle Finali di Promozione Regionale.
3. una Terza Divisione, o Divisione C a livello regionale, a cui avrebbero partecipato le squadre di Promozione non ammesse alla Seconda Divisione, più le vincenti dei campionati di Terza Categoria Regionale.
4. una Quarta Divisione, o Divisione D a livello regionale, corrispondente alla vecchia Terza Categoria Regionale.

Fu così che le 24 maggiori società italiane, approvando la riforma di Pozzo, si riunirono a Milano firmando il cosiddetto patto di Milano, che stabiliva che le squadre ammesse alla nuova Prima Divisione ridotta a 24 squadre sarebbero state solo loro. Tale atto arbitrario generò alcune polemiche riguardo alla scelta delle 24 elette, perché se da un lato si ammettevano squadre che la stagione precedente avevano disputato campionati deludenti (come ad esempio il Brescia il cui giocatore Albertoni fu processato per professionismo e squalificato per due anni, eliminato nelle eliminatorie, e con il campo squalificato per ripetuti atti d'indisciplina, oppure l'Hellas Verona, eliminato nel girone Veneto), dall'altra parte si escludevano squadre che per meriti sportivi avrebbero avuto pieno diritto a parteciparvi, come la Bentegodi semifinalista subnazionale e Saronno e Trevigliese finaliste lombarde. Le piccole società ritenevano inoltre che il numero di promozioni dalla Seconda alla Prima Divisione fosse troppo ridotto: solo la vincente della Seconda Divisione avrebbe sostituito una retrocedenda dalla Prima Divisione, mentre le società minori pretendevano un numero maggiore di promozioni. Fu così che le società minori proposero un piano di riforma alternativo di quello Pozzo, il progetto delle società minori, concordato a Novi e a Milano:
1. Prima Categoria a 72 squadre, suddivise in otto gironi eliminatori.
2. Promozione, senza cambiamenti e con le sei vincenti promosse.
3. Terza Categoria, con l'esclusione delle terze squadre.

Il progetto prevedeva inoltre la disputa di una Coppa Italia, riservata per le eliminate dalla Prima Categoria e dalla Promozione.
Fu così che Pozzo arrivò a presentare il suo progetto a Torino, sede della Federazione, in un clima di tensione la mattina di domenica 24 luglio, lo stesso giorno della finalissima fra Pro Vercelli e Pisa in programma nel pomeriggio nel capoluogo piemontese, e in occasione della quale il Consiglio Federale era stato convocato. Le piccole società, ritrovatesi a loro volta a Novi Ligure il giorno prima, erano decise a dar battaglia. E infatti il Consiglio Federale, con 113 voti contro 65, bocciò la riforma Pozzo. L'insofferenza delle società metropolitane era però giunta al culmine: fu così che 24 squadre, le più forti e rappresentative, abbandonarono la federazione fondando una Confederazione Calcistica Italiana col compito di organizzare un campionato sul sistema del Progetto Pozzo (ma con la sola differenza che le ultime classificate dei gironi di Lega Nord non sarebbero retrocesse direttamente, bensì avrebbero potuto disputare degli spareggi-salvezza contro le migliori compagini di Seconda Divisione). Nella stagione 1921-1922 si ebbero così due campioni, la federata Novese e una confederale Pro Vercelli giunta al canto del cigno, mentre la Coppa Italia FIGC fu vinta dal sorprendente Vado Ligure, una squadra di Promozione; l'insostenibilità di una situazione senza sbocchi portò le due fazioni a riconciliarsi di fronte a un arbitro super partes e sulla base del Compromesso Colombo, tanto da stabilire che:
- le due associazioni sarebbero state riunificate mediante lo scioglimento della Confederazione e il reintegro delle società secessioniste nei ranghi federali;
- il campionato 1922-23, ora denominato Prima Divisione sulla falsariga di quello organizzato dalla CCI, sarebbe stato composto da 36 squadre suddivise in tre gironi;
- il nuovo torneo sarebbe stato gestito operativamente dalla Lega Nord e dalla Lega Sud della disciolta Confederazione e ora integrate nell'organigramma della Federazione;
- nel settore meridionale si manteneva la solita struttura dei campionati regionali, riservandosi di operare tutte le misure necessarie per elevarne il tasso tecnico;
- le vecchie categorie venivano abolite e tutte le squadre affiliate alla Federazione sarebbero state redistribuite su quattro livelli, di cui la Seconda Divisione e la Prima, a carattere nazionale e gestite dalle Leghe Nord e Sud, mentre i Comitati Regionali federali avrebbero continuato a organizzare i campionati regionali dove le precedenti categorie "Promozione" e Terza Categoria" sarebbero state trasformate in Terza e Quarta Divisione;
- a partire dalla successiva stagione 1923-24, il campionato sarebbe stato formato da sole 24 squadre mediante la retrocessione di dodici squadre e il blocco una tantum delle promozioni;
- la Federazione doveva riconoscere la piena validità del titolo di Campione d'Italia guadagnato dalla Pro Vercelli nel concluso torneo confederale.

Il Compromesso Colombo consacrava così la nuova massima categoria, la Prima Divisione, composta da una Lega Nord a 36 società, da ridursi a 24 a partire dalla stagione successiva, più una Lega Sud che invece continuava coi vecchi gironi regionali. La nuova Seconda Divisione comprendeva invece 48 società, suddivise in sei gironi da otto partecipanti, così stabilite:
- 4 perdenti gli spareggi previsti dal Compromesso Colombo, più le 2 perdenti gli spareggi-salvezza del torneo CCI[15]
- 28 provenienti dalla Prima Categoria FIGC
- 4 provenienti dalla Seconda Divisione CCI (i 4 campioni regionali)
- 6 provenienti dalla Promozione FIGC (i 6 campioni regionali)
- 2 provenienti dalla Venezia Giulia
- 1 indicata dalla CCI
- 1 indicata dalla FIGC

In seguito allo scioglimento o la mancata iscrizione di ben dieci delle aventi diritto a parteciparvi, furono ammesse al loro posto le seconde classificate dei campionati regionali di Promozione FIGC e Seconda Divisione CCI.
Di fatto, quindi, il campionato di Prima Categoria fu soppresso e al suo posto furono istituite due nuove categorie di livello subnazionale/interregionale gestite dalla Lega Nord:
- I livello: Prima Divisione a 36 squadre, campionato subnazionale (con gironi estesi a tutto il settentrione)
- II livello: Seconda Divisione a 48 squadre, campionato interregionale ma con fase finale subnazionale.